# O Risco do Bordado
O risco do bordado é um romance do escritor brasileiro Autran Dourado, publicado em 1970. A história se passa na cidade fictícia de Duas Pontes, interior de Minas Gerais, em meados do século XX. A obra foi bem acolhida pelo público e pela crítica desde a sua publicação e ganhou o Prêmio Pen-Club do Brasil naquele ano.
O romance é estruturado em sete blocos relativamente independentes, que a princípio dão a impressão de contos isolados em que tomam parte os mesmos personagens. Todos os episódios referem-se à adolescência do escritor João da Fonseca Nogueira, que volta ao cenário de sua infância, encontra antigos moradores da cidade, parentes e companheiros de infância, e vai montando uma espécie de quebra-cabeças, resgatando fragmentos de memória para compor a narrativa. Trata-se, assim, de um romance de formação, que trata da descoberta da sexualidade, da amizade, da traição e da literatura. A personalidade e a história da vida de outros personagens próximos, como o Vovô Tomé, também vão sendo lentamente revelados.
A narrativa não é linear: tem o ritmo descontínuo e labiríntico da memória. A fragmentação e desordem temporal das recordações requerem frequentemente acréscimos por parte da imaginação e de interpretações de João e de outros personagens. O risco do bordado que é a história da vida de um homem não pode ser totalmente conhecido por ele mesmo.

O mundo é muito desigual em seus caminhos. O risco não é a gente que traça. (em "Assunto de Família")

Deus é que sabe por inteiro o risco do bordado. (em "As Roupas do Homem")

O autor utiliza o recurso da falsa terceira pessoa: a narrativa está na terceira pessoa, mas o leitor facilmente identifica o narrador a João; em alguns trechos, a narrativa chega a passar para a primeira pessoa durante um curto intervalo. Em um dos blocos (Assunto de Família), a falsa pessoa não é mais João e sim seu avô Tomé. No último episódio, também se emprega a narrativa em blocos: o narrador praticamente desaparece quando pessoas diferentes fornecem seu depoimento sobre alguma circunstância da vida de um cangaceiro, o que dá origem não apenas a uma visão fragmentada, mas também incoerente, desse personagem. Em toda a obra Dourado usa o discurso indireto livre, em que as falas das personagens se misturam com a voz do narrador, sem demarcação específica.
A obra resiste à classificação. Por um lado, faltam-lhe características distintivas do romance, como, por exemplo, a existência de um clímax na narrativa. Por outro lado, não se pode falar de apenas um grupo de histórias, pois é inegável que o todo formado vai além da mera justaposição das partes.
Estão presentes nesse romance outras características notáveis do escritor:
1. A presença de pares de personagens contrastantes, como Joâo/Valentina e vovô Tomé/vó naninha;
2. A recorrência de idéias, eventos e personagens;
3. A intertextualidade, com essas idéias, eventos e personagens trafegando entre narrativas diferentes e entre livros diferentes;
4. O trabalho artesanal meticuloso na escrita;
5. A construção psicológica cuidadosa e lenta dos personagens.

Autran Dourado analisa em outro livro seu, Uma poética de romance, o processo de construção dessa obra, revelando uma estrutura complexa que requereu a elaboração prévia de desenhos e plantas-baixas por parte do escritor. A respeito disso, declarou:

Técnica labiríntica, onírica, amplificadora, através de desdobramento e fusões associativas, metafóricas. (em O meu mestre imaginário)

Inicialmente eu coloquei as marcações, as reações que o menino ia sentindo com o desenrolar do caso do avô; depois as subtrai para alcançar o efeito de ambigüidade, que acredito ter conseguido. A ambigüidade em ficção é tão importante como em poesia. (em Uma poética de romance: matéria de carpintaria)

É uma metáfora, o risco serve para a gente não se perder. Na construção narrativa em blocos, se não houver esse planejamento,
posso me perder. A gente tem que ir deixando rastro, se não, não se acha o fio da meada. [...] Primeiro faz-se o risco, depois se borda por cima dele. Gosto de lembrar que conforme diz o ditado popular, “Deus é que sabe por inteiro o risco do bordado” (em entrevista - 2008).

O personagem João da Fonseca Ribeiro aparece em outros livros do autor: Um artista aprendiz e A serviço del-rei, que focam aspectos posteriores de sua vida. Além disso, o vovô Tomé volta a aparecer em O senhor das horas.

## Episódios
1. Viagem à Casa da Ponte: João acompanha seu melhor amigo, Zito, que trabalha numa loja, a um bordel, para levar sapatos a serem provados pelas prostitutas.
2. Nas Vascas da Morte: João vive a experiência da morte se um de seus tios-avós, Maximino, afastado da família devido a rixas com o avô de João.
3. Valente Valentina: Um circo visita a cidade, e João torna-se amigo da adolescente trapezista cujo nome artístico é Valentina.
4. As Voltas do Filho Pródigo: A história de Zózimo, tio de João, cujos mistérios e esquisitices João luta para entender.
5. Assunto de Família: A história do bisavô de João, Zé Mariano.
6. O Salto do Touro: Um contato erótico com a tia solteirona, Margarida.
7. As Roupas do Homem: As muitas faces e interpretações da vida e da personalidade do cangaceiro Xambá, conforme relatos de pessoas que com ele tiveram variados tipos de contato, uma delas, o garoto João.